# Liste der Bodendenkmale in Mühlental
In der Liste der Bodendenkmale in Mühlental sind die Bodendenkmale der Gemeinde Mühlental und ihrer Ortsteile nach dem Stand der Auflistung von Volkmar Geupel aus dem Jahr 1983 aufgelistet. Eventuelle Änderungen und Ergänzungen, insbesondere aus der Zeit nach der Wende, sind nicht berücksichtigt, da für Sachsen aktuell keine neueren allgemein zugänglichen Bodendenkmallisten vorliegen. Die Baudenkmale sind in der Liste der Kulturdenkmale in Mühlental aufgeführt.
| Denkmal-ID | Fundart            | Ortsteil        | Bezeichnung                        | Zeitstellung    | Lage | Bemerkungen | Bild |
| ---------- | ------------------ | --------------- | ---------------------------------- | --------------- | --- | --- | ---- |
| ?          | besonderer Stein   | Marieney        | Steinkreuz                         | Spätmittelalter | nordwestlich des Orts an der Straße nach Oberwürschnitz, an der Brücke über den Mühlgraben                      | Schutz seit 16. September 1963 |      |
| ?          | besonderer Stein   | Tirschendorf    | Steinkreuzstumpf                   | Spätmittelalter | nordnordöstlich des Orts an der Kreuzung der Straße nach Zaulsdorf mit der Straße von Raasdorf nach Arnoldsgrün | Schutz seit 16. September 1963 |      |
| ?          | besonderer Stein   | Unterwürschnitz | Steinkreuz                         | Spätmittelalter | nordöstlicher Ortsausgang, an der Straße nach Oberwürschnitz                                                    | Schutz seit 16. September 1963 |      |
| ?          | Befestigung > Burg | Wohlbach        | Wasserburg(?) „Gunzen“, „Kirchhof“ | Mittelalter     | nördlicher Ortsteil, nordwestlich des Guts                                                                      | ovale Niederungsburg oder befestigter Kirchhof, teilweise durch Kirche überbaut, deren Westteil einem Turmstumpf gleichst, flacher Wall und grabenartige Senke im Norden und Osten, Schutz seit 15. Oktober 1959 |      |